# Regierungsbezirk Allenstein

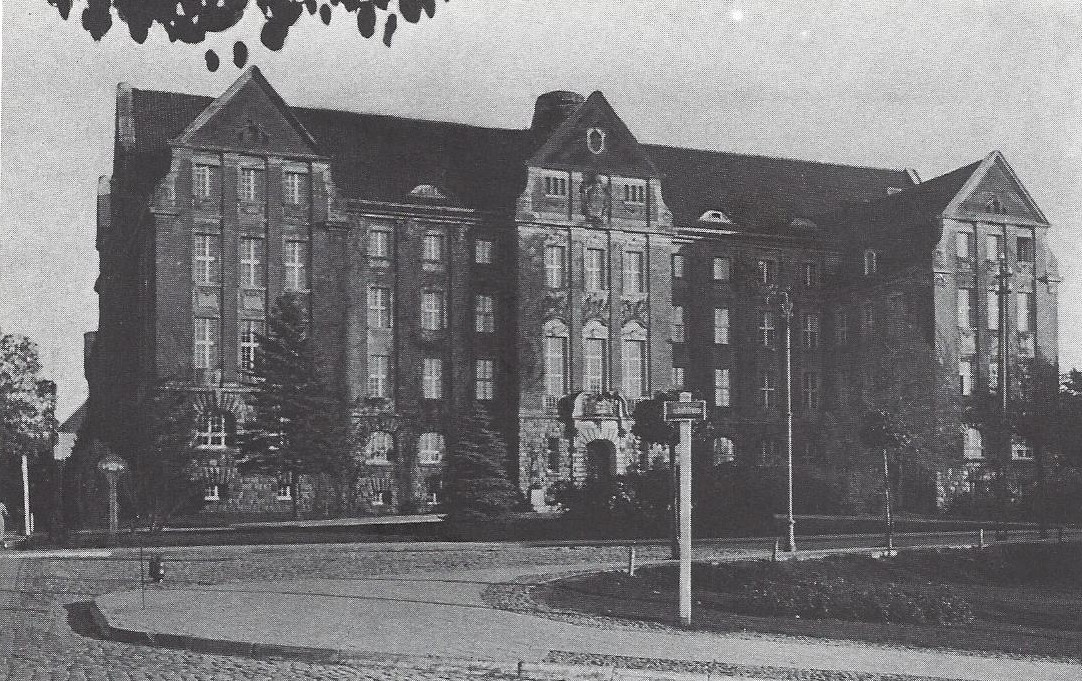
Regierungsgebäude in Allenstein, 1908–1911 von Richard Saran

Der Regierungsbezirk Allenstein war von 1905 bis 1945 ein Regierungsbezirk der preußischen Provinz Ostpreußen. Sein Gebiet gehört heute zur polnischen Woiwodschaft Ermland-Masuren.

## Geschichte

Verwaltungsgliederung Ostpreußens 1905 bis 1920:
Regierungsbezirk Königsberg
Regierungsbezirk Gumbinnen
Regierungsbezirk Allenstein

Verwaltungsgliederung Ostpreußens 1878 bis 1905:
Regierungsbezirk Königsberg
Regierungsbezirk Gumbinnen

Bereits 1884 gab es anscheinend Pläne zur Bildung des Regierungsbezirks, nach denen er aus den Kreisen Oletzko, Lyck, Johannisburg, Angerburg, Lötzen, Sensburg, Ortelsburg, Neidenburg, Allenstein und Osterode gebildet werden solle. Der Regierungsbezirk Allenstein wurde schließlich 1905 als dritter ostpreußischer Regierungsbezirk eingerichtet. Ziel dieser Maßnahme war unter anderem die kulturelle und wirtschaftliche Förderung Masurens. Er wurde aus Teilen des Regierungsbezirks Gumbinnen und des Regierungsbezirks Königsberg gebildet. Mit Masuren, dem südlichen Ermland und dem Oberland (Ermland-Masuren) umfasste der Regierungsbezirk 1905 eine Fläche von 11.711 km². Der Sitz des Regierungspräsidenten befand sich in Allenstein.
Nach dem Ersten Weltkrieg und dem Friedensvertrag von Versailles musste ein Teil des Kreises Neidenburg ohne Volksabstimmung an Polen abgetreten werden: Im Gebiet um Soldau lag die strategisch bedeutsame Bahnstrecke Warszawa–Gdańsk. Nach der Volksabstimmung am 11. Juli 1920 (siehe Abstimmungsgebiet Allenstein) wurden ferner die Grenzorte Groschlen, Klein Nappern und Klein Lobenstein im Kreis Osterode abgetreten. Die Fläche des Regierungsbezirks verringerte sich durch diese Gebietsverluste auf 11.520 km².
Nach dem Zweiten Weltkrieg wurde das Gebiet des Regierungsbezirks Allenstein unter polnische Verwaltung gestellt. Die deutsche Bevölkerung wurde anschließend auf der Grundlage der sogenannten Bierut-Dekrete weitgehend vertrieben.

## Entwicklung der Einwohnerzahl
- 1925: 540.290, darunter rund 62.500 masurischsprachige rund 29.700 polnischsprachige Einwohner.[2][3]

|           | Regierungsbezirk Allenstein |         |         |         |
| Jahr      | 1910                        | 1925    | 1933    | 1939    |
| Einwohner | 518.682                     | 540.287 | 552.541 | 568.024 |

## Verwaltungsstruktur

### Stadt- und Landkreise
| Reg.Bez. bis 1905 | Stadt-/Landkreis             | Einwohner | Fläche       | Bev.dichte     | Kommunen Städte/Flecken/Gemeinden |
| ----------------- | ---------------------------- | --------- | ------------ | -------------- | --------------------------------- |
| Königsberg        | Stadtkreis Allenstein        | 050.396   | 53,13 km²    | 856,6 Einw/km² | 1/0/0                             |
| Königsberg        | Kreis Allenstein             | 057.150   | 1302,58 km²  | 43,9 Einw/km²  | 1/0/130                           |
| Gumbinnen         | Kreis Johannisburg           | 053.089   | 1684,02 km²  | 31,5 Einw/km²  | 3/2/168                           |
| Gumbinnen         | Kreis Lötzen                 | 050.012   | 897,38 km²   | 55,7 Einw/km²  | 2/1/87                            |
| Gumbinnen         | Kreis Lyck                   | 056.417   | 1115,08 km²  | 50,6 Einw/km²  | 1/4/154                           |
| Königsberg        | Kreis Neidenburg             | 039.730   | 1146,11 km²  | 34,7 Einw/km²  | 1/2/110                           |
| Königsberg        | Kreis Ortelsburg             | 073.442   | 1702,84 km²  | 43,1 Einw/km²  | 3/5/156                           |
| Königsberg        | Kreis Osterode in Ostpreußen | 081.513   | 1536,25 km²  | 53,1 Einw/km²  | 4/1/168                           |
| Königsberg        | Kreis Rößel                  | 051.832   | 850,84 km²   | 60,9 Einw/km²  | 4/0/81                            |
| Gumbinnen         | Kreis Sensburg               | 054.443   | 1231,53 km²  | 44,2 Einw/km²  | 2/2/122                           |
|                   | Gesamt                       | 568.024   | 11519,76 km² | 49,3 Einw/km²  | 22/17/1176                        |

### Regierungspräsidenten
- 1905–1907: Wilhelm von Hegel
- 1907–1908: Friedrich Karl Gramsch
- 1908–1917: Hans von Hellmann
- 1918–1924: Matthias von Oppen[6]
- 1924–1932: Max von Ruperti
- 1933–1945: Karl Schmidt

## Sprache
Für den Regierungsbezirk Allenstein stellte sich die sprachliche Situation nach der Volkszählung von 1910 in den einzelnen Kreisen folgendermaßen dar:
| Volkszählung 1910           | Bevölkerung | Deutsch | Deutsch | Masurisch | Masurisch | Polnisch | Polnisch | Zweisprachig | Zweisprachig |
| Regierungsbezirk Allenstein | 543.469     | 274.320 | 50,48%  | 175.016   | 32,20%    | 73.154   | 13,46%   | 19.532       | 3,59%        |
| --------------------------- | ----------- | ------- | ------- | --------- | --------- | -------- | -------- | ------------ | ------------ |
| Allenstein Stadt            | 33.077      | 29.344  | 88,71%  | 99        | 0,30%     | 2.249    | 6,80%    | 1.325        | 4,01%        |
| Allenstein Land             | 57.919      | 22.825  | 39,41%  | 520       | 0,90%     | 32.766   | 56,57%   | 1.782        | 3,08%        |
| Johannisburg                | 51.399      | 16.379  | 31,87%  | 29.141    | 56,70%    | 4.203    | 8,18%    | 1.620        | 3,15%        |
| Lötzen                      | 41.209      | 26.352  | 63,95%  | 11.412    | 27,69%    | 1.595    | 3,87%    | 1.802        | 4,37%        |
| Lyck                        | 55.579      | 27.138  | 48,83%  | 19.407    | 34,92%    | 6.348    | 11,42%   | 2.590        | 4,66%        |
| Neidenburg                  | 59.416      | 20.871  | 35,13%  | 25.150    | 42,33%    | 10.462   | 17,61%   | 2.645        | 4,45%        |
| Ortelsburg                  | 69.935      | 20.218  | 28,91%  | 43.513    | 62,22%    | 3.390    | 4,85%    | 2.463        | 3,52%        |
| Osterode                    | 74.666      | 43.508  | 58,27%  | 26.695    | 35,75%    | 2.130    | 2,85%    | 2.279        | 3,05%        |
| Rössel                      | 50.472      | 43.189  | 85,57%  | 48        | 0,10%     | 6.512    | 12,90%   | 1,42 %       | 1,42%        |
| Sensburg                    | 50.097      | 24.496  | 48,90%  | 19.031    | 37,99%    | 3.499    | 6,98%    | 2.310        | 4,61%        |